# ローベルト・フォン・ヴュルテンベルク
ローベルト・フォン・ヴュルテンベルク（Robert Herzog von Württemberg, 1873年1月14日 - 1947年4月12日）は、ドイツ・ヴュルテンベルク王国の王族、ヴュルテンベルク公（Herzog von Württemberg）。全名はローベルト・マリア・クレメンス・フィリップ・ヨーゼフ（Robert Maria Klemens Philipp Joseph）。
ヴュルテンベルク公フィリップとその妻のオーストリア大公女マリー・テレーゼの間の第4子、三男として生まれた。1900年10月29日にウィーンにおいて、オーストリア＝トスカーナ大公カール・ザルヴァトールの娘マリア・インマクラータと結婚した。夫妻の間に子供は無かった。